# Studentenhuisvesting
Met studentenhuisvesting worden meestal huurwoningen bedoeld waar studenten in gehuisvest zijn. Veel studenten gaan nadat ze hun voortgezet onderwijs (Nederland) of secundair onderwijs (België) hebben afgerond 'het huis uit' en zoeken een kamer in de stad waar ze hun verdere studie gaan volgen.

## Verschillende vormen en termen
Het verkrijgen van een kamer kan grofweg uitgesplitst worden in twee manieren: via particuliere weg of via een overheidsinstelling zoals een woningbouwcorporatie of de onderwijsinstelling. De meeste studenten vinden hun kamer op de particuliere markt, maar dat kan per stad wel sterk verschillen.
Voor de terminologie in de Nederlandse standaardtaal en verschillen tussen Belgisch-Nederlands en Nederlands-Nederlands verwijzen we naar Taal in het onderwijs: Van academicus tot zittenblijver.

### Campus
In de VS is bij een universiteit meestal een gebied voor studentenwoningen gereserveerd, waar het grootste deel van de studenten gehuisvest is. In Nederland of Vlaanderen komt dat minder voor, maar er ontstaan er hier wel. In Nederland hebben onder andere de universiteiten van Twente, Utrecht en Nyenrode een campus, in Vlaanderen de universiteiten van Leuven, Antwerpen, Gent, Hasselt en Brussel. Het voordeel van een campus is dat studentenvoorzieningen, zoals internet, gemakkelijk voor de hele groep te regelen zijn. Het nadeel is dat de studenten in een bepaalde mate van de stad worden gescheiden en er een sociale segregatie ontstaat.
Het begrip campus heeft niet altijd dezelfde betekenis als in Amerika. In Nederland en België wordt er veelal het gebied mee bedoeld waar de universiteit zich bevindt. Bijvoorbeeld bij de Vrije Universiteit Amsterdam, hoewel er daar geen plaats is voor huisvesting. Aangrenzend aan en op het terrein van de TU Delft is er studentenhuisvesting, maar de studenten in Delft wonen over de hele stad verspreid.

### Hospitaverhuur of kotbazin
Een hospitakamer is een kamer die verhuurd wordt door iemand die in hetzelfde huis woont. Meestal is dat de eigenaar of verhuurder van de woning. Hospitaverhuur is niet erg populair onder zowel studenten als verhuurders en wordt meestal als een tijdelijke oplossing gezien. De voordelen van een gemeubileerde ruimte en andere gemakkelijke voorzieningen wegen voor velen blijkbaar niet op tegen het idee je eigen verblijfplaats te hebben. Een hospita is in Vlaanderen ook bekend onder de naam kotmadam of kotbazin. De mannelijke tegenhanger hospes is in Vlaanderen bekend onder de naam kotbaas.

### Studentenflats
De meeste universiteitssteden hebben een aantal flats gereserveerd voor studenten. De kwaliteit van deze studentenflats loopt uiteen. In sommige steden wil men er bijvoorbeeld zo snel mogelijk uit, terwijl in andere de flat juist het summum is van studentengemak. Ook hierbij geldt dat het qua voorzieningen voordelen oplevert om een grote groep studenten bij elkaar te hebben. 
In Nederland worden studentenflats in de meeste gevallen beheerd door woningbouwcorporaties. 
In Vlaanderen zorgden de universiteiten historisch voor dit soort huisvesting (bijv. de Universiteit Gent met verschillende homes), maar recent zijn ook vastgoedontwikkelaars actief in deze markt, zoals Upkot en Xior.

### Verenigingshuizen
Een aantal studentenverenigingen, en dan met name de corpora, hebben een aantal panden beschikbaar voor bewoning. Deze zijn vaak al lange tijd in beheer van de vereniging, leden of oud-leden en kennen veelal eigen mores. Verenigingshuizen staan er wel om bekend grote, dure en mooi gelegen panden te zijn, maar ook dat ze weleens voor wat overlast in de buurt kunnen zorgen.

### Studentenkamer of kot

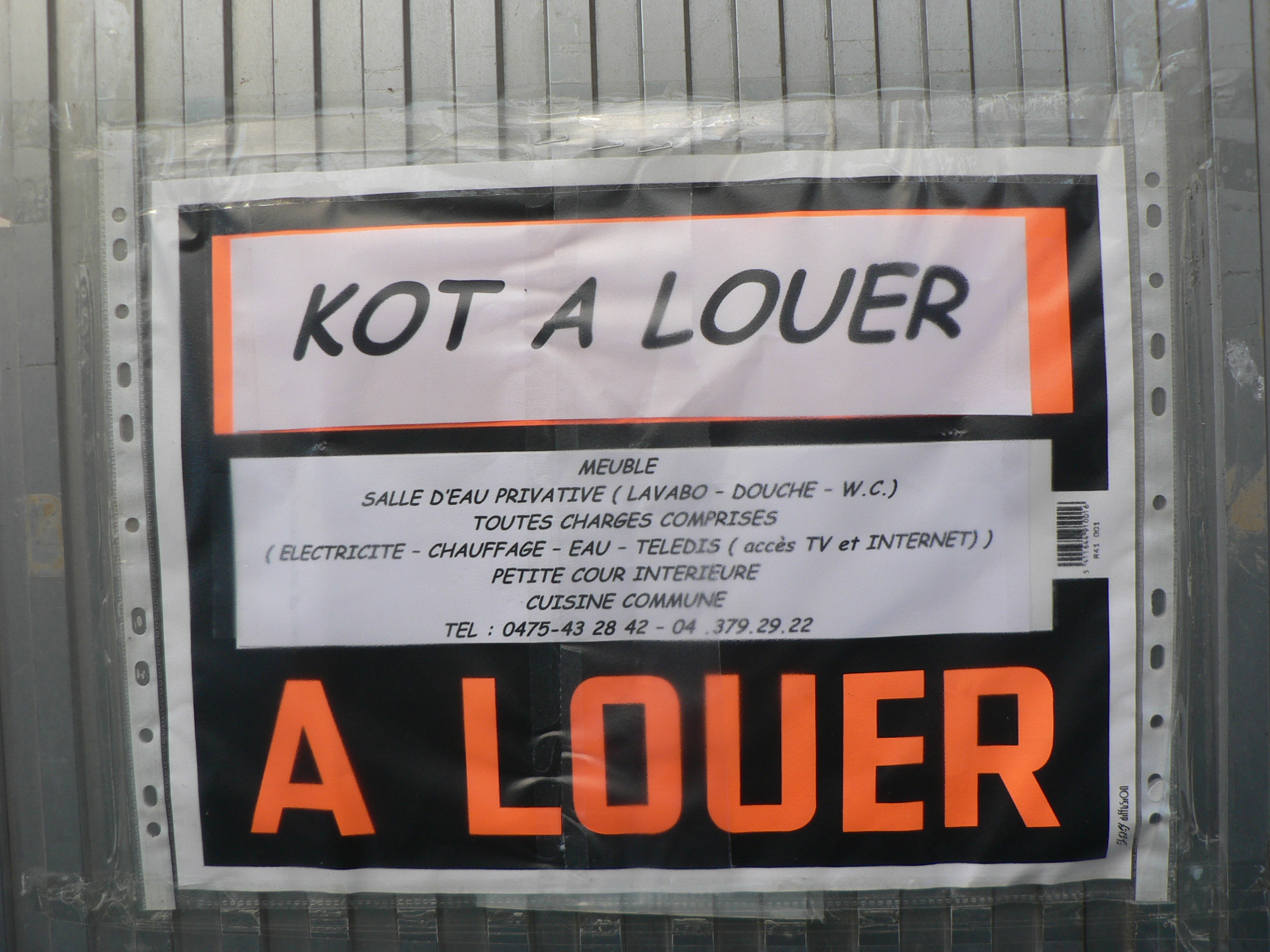
Zelfs in het Waalse Luik gebruikt men het Vlaamse woord kot

In België wordt vaak de term (studenten)kot gebruikt als men het heeft over een (studenten)kamer.

### Peda
Peda of pedagogie is een term die in België gebruikt wordt voor een studentenkamer in een flatgebouw dat geheel of voor het grootste deel studenten huisvest. De uitbating gebeurde in het verleden vaak door geestelijken, waardoor een peda een relatief streng regime kende met betrekking tot sluitingstijden en controle. Sinds de meeste geestelijken de peda's verlaten hebben zijn ze vergelijkbaar met een regulier studentenhuis met tientallen studenten dat uitgebaat kan worden door zowel de universiteit als particulieren.

### Kraak en antikraak
Of het vanuit nood of ideologie gebeurt, kraken is in Nederland sinds juni 2010 strafbaar. Antikraak is daarentegen meer opgekomen. In veel grote steden is nog een (zij het soms kleine) krakersgemeenschap.

### Cohousen
Studenten kunnen ook op de reguliere woningmarkt terecht, het zogenaamde "cohousen", waarbij verschillende studenten dan samenleven in een eengezinswoning. Een aantal steden zoals Gent en Leuven verbiedt dit samenwonen, omdat het de huurprijzen voor eengezinswoningen doet stijgen, en legt deze studenten op om zich in de stad te domiciliëren.

## Kamerprijzen
De prijzen die voor een kamer gevraagd worden, lopen uiteen door de verschillende kwalitatieve aspecten van de ruimte. 

### Nederland
Zo is een kamer in het centrum duurder dan in een buitenwijk en is een kamer duurder naarmate deze groter is. Voor Nederland is wettelijk bepaald dat niet meer huur gevraagd mag worden dan een bepaald maximum, dat afhankelijk is van factoren als de grootte van de kamer, of de aanwezige voorzieningen. Deze maximale huur wordt berekend aan de hand van het zogenaamde puntensysteem. Hoewel woningbouwcorporaties zich wel aan deze wet houden, is dat op de particuliere markt niet altijd het geval. Daarom kan een ontevreden huurder ook naar de Huurcommissie stappen om zijn huur aan te vechten. Uitwonende studenten betalen, na aftrek van huurtoeslag, gemiddeld € 580 per maand aan huur inclusief bijkomende woonlasten en hebben gemiddeld een woonquote van 47%. De gemiddelde woonlasten voor kamers met gedeelde voorzieningen liggen (€ 435) liggen lager dan voor een studio (€ 525) of voor een meerkamerwoning (€ 750).

### Vlaanderen
In Vlaanderen is geen wettelijk maximum aan de huurprijs van een kot. De mediane prijs in 2022 bedraagt 420 euro per maand exclusief kosten. Uit onderzoek van Mpiris blijkt dat een kot bij een private speler het duurst is (493 euro per maand in 2022), en een studentenhome het goedkoopst (315 euro per maand). Onderzoek van Kotkompas in oktober 2023 wees op prijsstijgingen van de maandelijkse huur, exclusief kosten: in Vlaanderen naar € 390 (zonder sanitair), € 490 (met sanitair) tot € 570 (studio), in Brussel telkens gemiddeld € 60 meer. De kosten bedroegen gemiddeld € 80 à € 100, in Brussel € 120.

## Woningnood
Er is op de kamermarkt voor studenten niet altijd genoeg woonruimte beschikbaar. Hierdoor ontstaat woningnood. Met name de grotere studentensteden als Amsterdam, Leuven en Utrecht staan erom bekend dat het er moeilijk is om op korte termijn aan een betaalbare woning te komen. In Nederland wordt onder meer door campuscontracten geprobeerd de kamernood tegen te gaan. In de Landelijke monitor studentenhuisvesting 2022 werd het tekort van studentenhuisvesting in Nederland geschat op 26.800 in de 20 grootste studentensteden. Naar verwachting stijgt het huisvestingstekort in de 20 grootste studiesteden stijgt tussen collegejaren '21-'22 en '29-'30 naar verwachting naar 44.800 woonruimten. Naar verwachting neemt de relatieve druk op de studentenwoningmarkt in 6 steden toe en in 5 van 20 steden af. Op 8 september 2022 hebben het ministerie van Binnenlandse Zaken en Koninkrijksrelaties, het ministerie van Onderwijs, Cultuur en Wetenschap, gemeenten, Kences, Universiteiten van Nederland, Vastgoed Belang, de Landelijke Studentenvakbond, het Landelijk Overleg Studentenhuurders en Nuffic het Landelijk actieplan studentenhuisvesting 2022-2030 ondertekend. Dit actieplan heeft tot doel te komen tot een uitbreiding van 60.000 betaalbare studentenwoningen in de periode 2022 – 2030. Een nieuwe ontwikkeling is de Wet betaalbare huur die ingaat op 1 januari 2025. Op basis van een puntenstelsel wordt hiermee de maximale huur bepaald die voor een kamer gevraagd mag worden. De gemeente houdt toezicht op naleving van de Wet betaalbare huur.

## Nederland
Sociale studentenhuisvesters uit iedere universiteitsstad in Nederland hebben zich verenigd in Kences. Zo is DUWO is actief in Amsterdam, Delft, Den Haag, Deventer, Haarlem, Leiden en Wageningen, en naar eigen zeggen de grootste studentenhuisvester van Nederland. Een andere is Stichting Studenten Huisvesting Nijmegen.

## België
In Vlaanderen waren in 2014 de volgende aantallen kamers voor studentenhuisvesting (koten, peda, campussen samen) in roulatie: in Leuven 28.000, in Gent 7600, in Antwerpen 5100 en in Brussel 4600.